# Koellikerina staurogaster
Koellikerina staurogaster är en nässeldjursart som beskrevs av Xu och Huang 2004. Koellikerina staurogaster ingår i släktet Koellikerina och familjen Bougainvilliidae. Inga underarter finns listade i Catalogue of Life.